# Bill S. Hansson

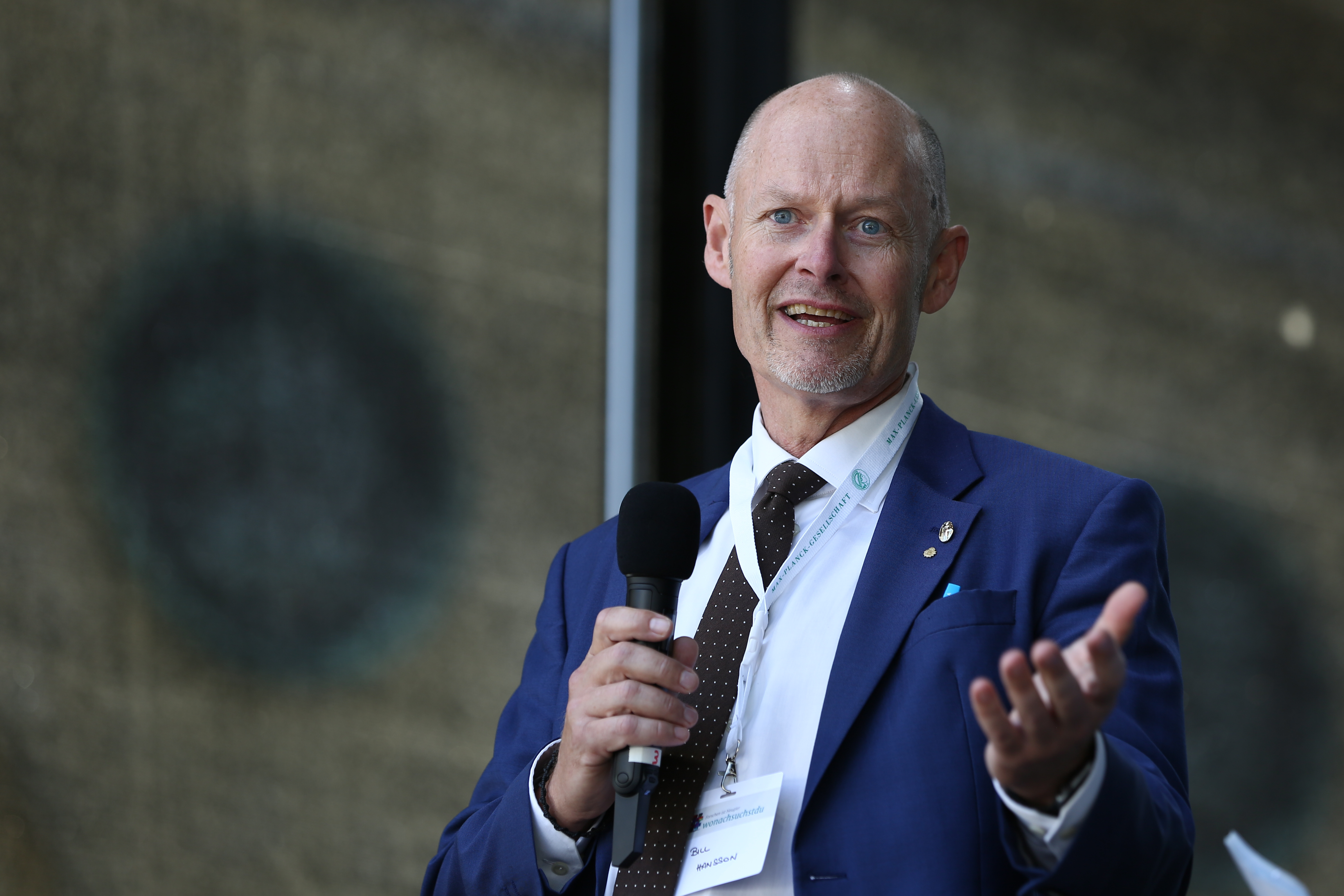
Bill Hansson, 2018

Bill S. Hansson (* 12. Januar 1959 in Jonstorp, Schweden) ist ein schwedischer Neuroethologe. Von Juni 2014 bis Juni 2020 war er Vizepräsident der Max-Planck-Gesellschaft.

## Leben
Nach dem Studium der Biologie an der Universität Lund promovierte Hansson 1988 in Ökologie. Von 1989 bis 1990 arbeitete er als Postdoc an der University of Arizona. 1990 wurde er erst Juniorprofessor, ab 1992 außerordentlicher Professor, und von 2000 bis 2001 Professor für chemische Ökologie an der Universität Lund. Ab 2001 war er Professor und Leiter der Abteilung Chemische Ökologie an der Schwedischen Landwirtschaftlichen Universität (SLU) in Alnarp. 2006 wurde er zum Direktor und Wissenschaftlichen Mitglied am Max-Planck-Institut für chemische Ökologie berufen, wo er die Abteilung Evolutionäre Neuroethologie leitet. Seit 2010 ist er Honorarprofessor an der Friedrich-Schiller-Universität Jena.
Hansson untersucht die neuroethologischen Aspekte der Wechselwirkungen zwischen Insekten bzw. zwischen Insekten und ihren Wirtspflanzen. Im Mittelpunkt seiner Forschung steht die Geruchswahrnehmung der Insekten. Das Verständnis darüber, wie semiochemische Informationen (Düfte) von den Antennen der Insekten aufgespürt und im Gehirn weitergeleitet werden, und wie die Geruchswahrnehmung das Verhalten der Insekten steuert, ist dabei von zentraler Bedeutung. Er vergleicht diese Systeme auch mit anderen an Land lebenden Gliederfüßern (Arthropoda), wie beispielsweise den Palmendieb (Birgus latro), eine Krebsart auf der Weihnachtsinsel.
Ende Oktober 2021 erschien im S. Fischer Verlag „Die Nase vorn. Eine Reise in die Welt des Geruchsinns“, sein erstes Sachbuch für ein breites Leserpublikum. Auf 400 Seiten führt der Neuro-Geruchsinnsexperte durch zahlreiche evolutionäre und zeitgenössische Entwicklungslinien und Beispiele aus der Menschen-, Tier- und Pflanzenwelt. Dabei bedienen er und der Übersetzer Sebastian Vogel sich laut Rezensenten einer lebendigen Sprache, die mit wenigen akademischen Fachbegriffen auskommt.

## Ehrungen und Auszeichnungen
- 1998: The Takasago International Research Award in Olfactory Science, gestiftet von der Takasago International Corporation
- 2000: International Award der Jean-Marie Delwart Foundation
- 2007: Mitglied der Königlich Schwedischen Akademie für Land- und Forstwirtschaft
- 2009: Letterstedt-Preis der Königlich Schwedischen Akademie der Wissenschaften
- 2010: Mitglied der Sächsischen Akademie der Wissenschaften
- 2011: Mitglied der Königlich Schwedischen Akademie der Wissenschaften
- 2011: Ehrenmitglied der Royal Entomological Society
- 2012: Mitglied der Academia Europaea
- 2013: Mitglied der Finnischen Akademie der Wissenschaften[10]
- 2014: ISCE Silverstein-Simeone Lecture Award der International Society of Chemical Ecology[11]
- 2016: Ellis Island Medal of Honor der National Ethnic Coalition of Organizations (NECO)[12]
- 2016: Ehrendoktorwürde der Fakultät für Landschaftsplanung, Gartenbau und Agrarwissenschaften der Schwedischen Universität für Agrarwissenschaften (SLU)[13]
- 2016: Fellow of the African Academy of Sciences[14]
- 2017: Mitglied der Leopoldina[15]
- 2017: Ehrendoktorwürde der Tschechischen Agraruniversität Prag[16]
- 2021: Gold Medal of the Royal Swedish Academy of Agriculture and Forestry[17]
- 2021: Bundesverdienstkreuz 1. Klasse[18]
- 2021: Ausländisches Mitglied der Chinesischen Akademie der Wissenschaften[19]
- 2023: Ehrenprofessur der Landwirtschaftlichen Universität Nanjing[20]
- 2024: Große Medaille der Sveriges lantbruksuniversitet[21]

## Publikationen (Auswahl)
- B. S. Hansson, T. A. Christensen, J. G. Hildebrand: Functionally distinct subdivisions of the macroglomerular complex in the antennal lobe of the male sphinx moth “Manduca sexta”. In: Journal of Comparative Neurology, 312(2), 1991, S. 264–278, PMID 1748732.
- B. S. Hansson, H. Ljungberg, E. Hallberg, C. Löfstedt: Functional specialization of olfactory glomeruli in a moth. In: Science 256, 1992, S. 1313–1315. doi:10.1126/science.1598574
- F. P. Schiestl, M. Ayasse, H. F. Paulus, C. Löfstedt, B. S. Hansson, F. Ibarra, W. Francke: Orchid pollination by sexual swindle. In: Nature 399, 1999, S. 421–422. doi:10.1038/20829
- B. S. Hansson (Hrsg.): Insect Olfaction. Springer Verlag, Heidelberg 1999, ISBN 3-540-65034-2.
- M. C. Stensmyr, I. Urru, M. Celander, B. S. Hansson: Rotting smell of dead-horse arum florets. In: Nature, 420, 2002, S. 625–626. doi:10.1038/420625a
- D. Wicher, R. Schäfer, R. Bauernfeind, M. C. Stensmyr, R. Heller, S. H. Heinemann, B. S. Hansson: “Drosophila” odorant receptors are both ligand-gated and cyclic-nucleotide-activated cation channels. In: Nature, 452(7190), 2008, S. 1007–1011. doi:10.1038/nature06861
- K. Steck, B. S. Hansson, M. Knaden: Smells like home: desert ants, “Cataglyphis fortis”, use olfactory landmarks to pinpoint the nest. In: Frontiers in Zoology, 6, 2009, S. 5. doi:10.1186/1742-9994-6-5
- J. Stökl, A. Strutz, A. Dafni, A. Svatos, J. Doubský, M. Knaden, S. Sachse, B. Hansson, M. C. Stensmyr: A deceptive pollination system targeting drosophilids through olfactory mimicry of yeast. In: Current Biology, 20, 2010, S. 1846–1852. doi:10.1016/j.cub.2010.09.033
- E. Grosse-Wilde, L. Kuebler, S. Bucks, H. Vogel, D. Wicher, B. Hansson: Antennal transcriptome of “Manduca sexta”. In: Proceedings of the National Academy of Sciences, 108, 2011, S. 7449–7454. doi:10.1073/pnas.1017963108
- B. Hansson, M. C. Stensmyr: Evolution of insect olfaction. In: Neuron, 72(5), 2011, S. 698–711. doi:10.1016/j.neuron.2011.11.003
- M. C. Stensmyr, H. Dweck, A. Farhan, I. Ibba, A. Strutz, L. Mukunda, J. Linz, V. Grabe, K. Steck, S. Lavista Llanos, D. Wicher, S. Sachse, M. Knaden, P. G. Becher, Y. Seki, B. S. Hansson: A conserved dedicated olfactory circuit for detecting harmful microbes in Drosophila. Cell, 151(6), 2012, S. 1345–1357. doi:10.1016/j.cell.2012.09.046
- H. K. M. Dweck, S. A. M. Ebrahim, S. Kromann, D. Bown, Y. Hillbur, S. Sachse, B. S. Hansson, M. C. Stensmyr: Olfactory Preference for Egg Laying on Citrus Substrates in Drosophila. Current Biology, 23(24), 2013, S. 2472–2480. doi:10.1016/j.cub.2013.10.047

Sachbücher
- Die Nase vorn. Eine Reise in die Welt des Geruchsinns, Übersetzung aus dem Englischen von Sebastian Vogel, S. Fischer Verlag, Frankfurt am Main 2021, ISBN 978-3-10-397063-0.[22]